# Nadežda Iljina
Nadežda Leonidovna Kolesnikova-Iljina (rusko Надежда Леонидовна Колесникова-Ильина), ruska atletinja, * 24. januar 1949, Zelenokumsk, Sovjetska zveza, † 7. december 2013, Moskovska oblast, Rusija.
Nastopila je na olimpijskih igrah v letih 1972 in 1976, ko je osvojila bronasto medaljo v štafeti 4×400 m, leta 1972 je bila v isti disciplini osma, v teku na 400 m se je obakrat uvrstila v polfinale. Na evropskih prvenstvih je osvojila bronasti medalji v štafeti 4x400 m v letih 1971 in 1974, na evropskih dvoranskih prvenstvih pa zlato, srebrno in bronasto medaljo v štafetah ter dve srebrni medalji v teku na 400 m.
Njena hči je tenisačica Nadja Petrova.